# Nate Ruess

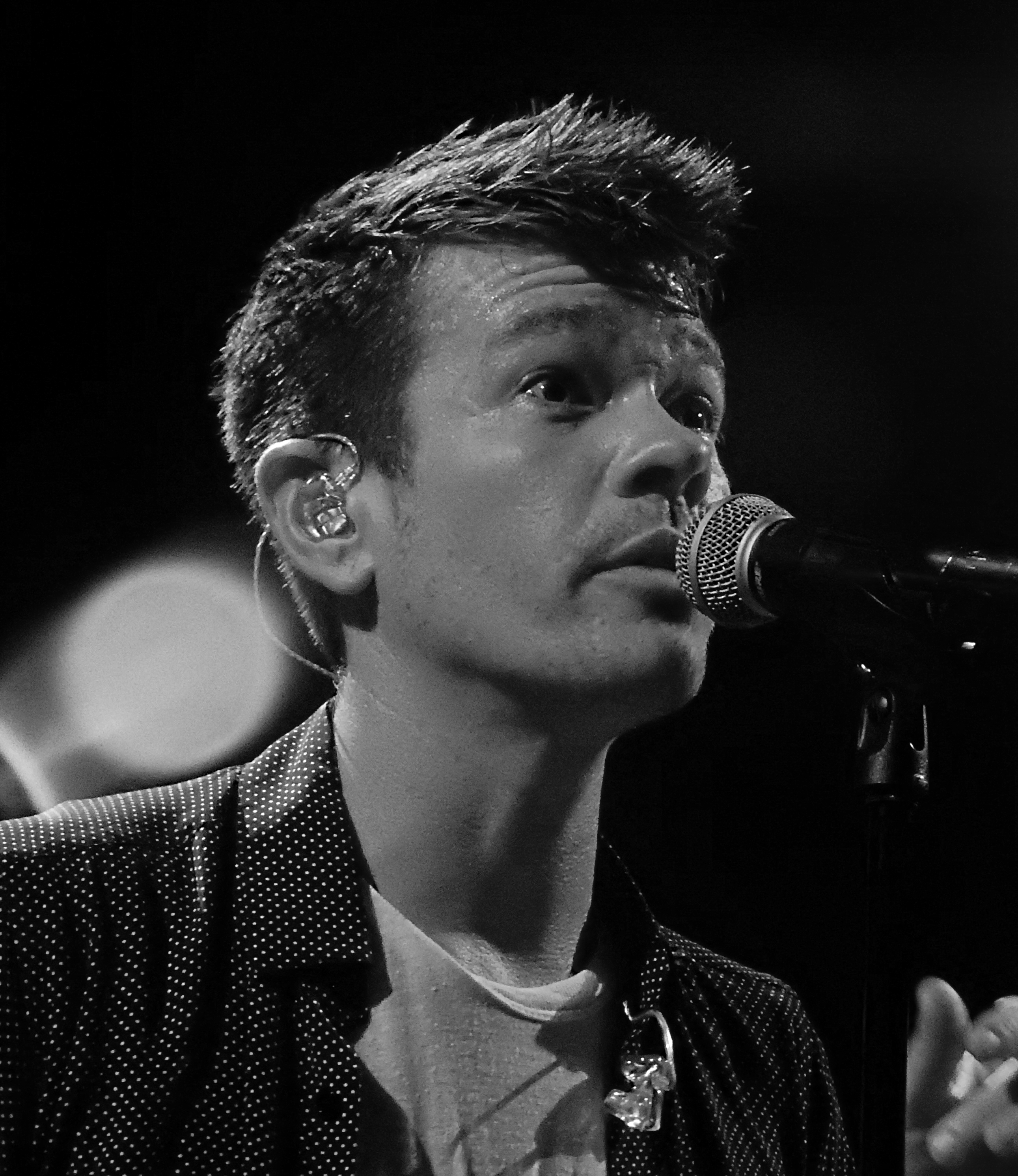
Nate Ruess, 2015

Nathaniel Joseph „Nate“ Ruess (* 26. Februar 1982 in Iowa City, Iowa) ist ein US-amerikanischer Sänger.

## Karriere
Nate Ruess war Mitglied der Band The Format und gründete 2008 die Indie-Pop-Band fun.
Mit Pink veröffentlichte er 2013 das Lied Just Give Me a Reason, das in vielen Ländern die Spitze der Charts erreichte. Pink und Ruess wurden dafür 2013 mit dem MTV Video Music Award in der Kategorie Best Collaboration ausgezeichnet. Außerdem waren sie für den Grammy Award for Best Pop Duo/Group Performance nominiert.
Im Jahr darauf kam Ruess zusammen mit Eminem und dem Song Headlights in die Charts. 2015 startete er mit der Veröffentlichung der Single Nothing Without Love seine Solokarriere.

## Diskografie

### Studioalben
| Jahr | Titel          | Höchstplatzierung, Gesamtwochen, AuszeichnungChartplatzierungen (Jahr, Titel, Platzierungen, Wochen, Auszeichnungen, Anmerkungen) | Höchstplatzierung, Gesamtwochen, AuszeichnungChartplatzierungen (Jahr, Titel, Platzierungen, Wochen, Auszeichnungen, Anmerkungen) | Anmerkungen                         |
| Jahr | Titel          | CH | US | Anmerkungen                         |
| ---- | -------------- | --- | --- | ----------------------------------- |
| 2015 | Grand Romantic | CH56 (1 Wo.)CH | US7 (4 Wo.)US | Erstveröffentlichung: 16. Juni 2015 |

### Singles als Leadmusiker
| Jahr | Titel Album                         | Höchstplatzierung, Gesamtwochen, AuszeichnungChartsChartplatzierungen (Jahr, Titel, Album, Platzierungen, Wochen, Auszeichnungen, Anmerkungen) | Anmerkungen                            |
| Jahr | Titel Album                         | US | Anmerkungen                            |
| ---- | ----------------------------------- | --- | -------------------------------------- |
| 2015 | Nothing Without Love Grand Romantic | US77 (4 Wo.)US | Erstveröffentlichung: 23. Februar 2015 |

Weitere Singles
- 2015: AhHa
- 2015: Great Big Storm
- 2015: What This World Is Coming To (feat. Beck)

### Singles als Gastmusiker
| Jahr | Titel Album                                | Höchstplatzierung, Gesamtwochen, AuszeichnungChartplatzierungen (Jahr, Titel, Album, Platzierungen, Wochen, Auszeichnungen, Anmerkungen) | Höchstplatzierung, Gesamtwochen, AuszeichnungChartplatzierungen (Jahr, Titel, Album, Platzierungen, Wochen, Auszeichnungen, Anmerkungen) | Höchstplatzierung, Gesamtwochen, AuszeichnungChartplatzierungen (Jahr, Titel, Album, Platzierungen, Wochen, Auszeichnungen, Anmerkungen) | Höchstplatzierung, Gesamtwochen, AuszeichnungChartplatzierungen (Jahr, Titel, Album, Platzierungen, Wochen, Auszeichnungen, Anmerkungen) | Höchstplatzierung, Gesamtwochen, AuszeichnungChartplatzierungen (Jahr, Titel, Album, Platzierungen, Wochen, Auszeichnungen, Anmerkungen) | Anmerkungen                                                   |
| Jahr | Titel Album                                | DE | AT | CH | UK | US | Anmerkungen                                                   |
| ---- | ------------------------------------------ | --- | --- | --- | --- | --- | ------------------------------------------------------------- |
| 2013 | Just Give Me a Reason The Truth About Love | DE1 ×3Dreifachgold · (38 Wo.)DE | AT1 Platin · (41 Wo.)AT | CH2 ×2Doppelplatin · (48 Wo.)CH | UK2 ×4Vierfachplatin · (40 Wo.)UK | US1 ×2Doppelplatin · (36 Wo.)US | Erstveröffentlichung: 17. März 2013 P!nk feat. Nate Ruess     |
| 2014 | Headlights The Marshall Mathers LP 2       | — | — | — | UK66 Silber · (9 Wo.)UK | US45 Platin · (8 Wo.)US | Erstveröffentlichung: 5. Februar 2014 Eminem feat. Nate Ruess |

Weitere Gastbeiträge
- 2004: It’s for the Best (mit Straylight Run)
- 2007: Kill Monsters in the Rain (mit Steel Train)
- 2012: Only Love (mit Anthony Green)

### MitThe Format
Alben
- 2003: Interventions + Lullabies
- 2004: Live at the Mesa Amphitheater
- 2006: Dog Problems
- 2007: B-Sides & Rarities

EPs
- 2002: EP
- 2005: Snails
- 2006: Live from the Living Room: Volume One
- 2006: And Now I Hope You’re Alright – Live in California
- 2006: The Format Live: Exporting Insecurity

Singles
- 2003: The First Single
- 2006: The Compromise
- 2006: Time Bomb
- 2006: Apeman
- 2006: She Doesn’t Get It
- 2006: Dog Problems